# Carl Christian Jügel
Carl Christian Jügel (né le 2 mai 1783 à Düren et mort le 9 septembre 1869 à Francfort-sur-le-Main) est un libraire et éditeur prussien.

## Biographie
Jügel est né le 2 Mai 1783 né à Düren.  Avec ses parents, le propriétaire de l'usine Johann Friedrich Jügel et sa femme Anna Wilhelmine Kirberg, il s'installe à Berlin, où il devient apprenti en 1797 et assistant dans une librairie en 1804. En 1808, il s'installe à Francfort-sur-le-Main, où il travaille d'abord dans la librairie de Friedrich Wilmans (de) puis, à partir de 1812, dans la librairie de Johann Karl Brönner.
Jügel rapporte avoir rencontré de nombreuses personnalités bien connues de l'armée et de la politique pendant son séjour à la librairie Brönners. Lors d'un mariage en 1815, Jügel interprète un poème lors d'un mariage et rencontre Johann Wolfgang von Goethe, qui le loue pour sa poésie.
Jügel fonde sa propre librairie en 1823. Elle se spécialise principalement dans le tourisme et publie, entre autres, des livres de voyage. Il veille à ce que les manuels de langue d'Heinrich Gottfried Ollendorff soient distribués sous forme de "copies pirates", la loi française sur le droit d'auteur ne s'appliquant pas à Francfort.
En 1849, il cède sa librairie à ses fils Franz et August et à l'âge de 66 ans commence à écrire lui-même.

Tableau des fondateurs des fils Franz et August dans la maison Jügel, 1907

En 1816, Jügel se marie avec Maria Schönemann, nièce de la fiancée de Goethe, Lili Schönemann. Elle meurt en 1831. Les frères et sœurs de Jügel sont notamment le graveur Friedrich Jügel et la paysagiste et portraitiste Henriette Jügel.

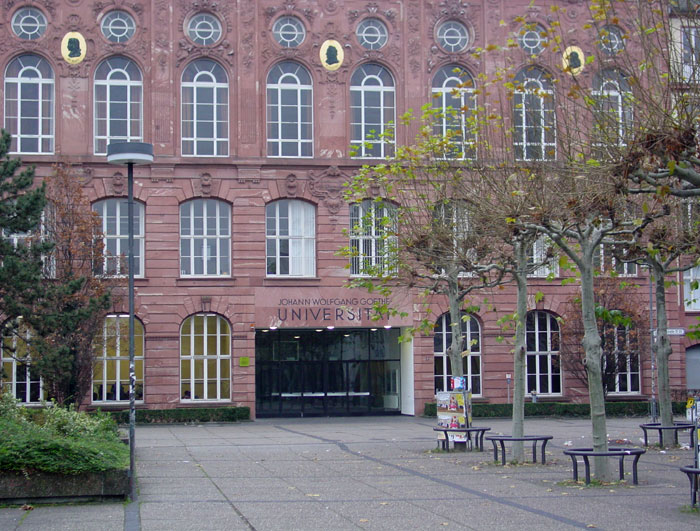
Entrée de la maison Jügel à l'Université de Francfort-sur-le-Main

## Fondation Carl-Christian-Jügel
La Fondation Carl-Christian-Jügel est fondée en 1901 par ses deux fils. Les actifs de la dotation s'élèvent à environ deux millions de marks. Elle est destinée à la science et l'éducation ainsi que pour la recherche. Le patrimoine de la fondation sert à créer la maison Jügel (de), le bâtiment principal de l'université de Francfort.
Diverses autres fondations sont désormais affiliées à la fondation.  Elle est gérée par le conseil municipal de Francfort. 

## Publications
- (de) Das Puppenhaus (de), ein Erbstück in der Gontard’schen Familie. Bruchstücke aus den Erinnerungen und Familien-Papieren eines Siebenzigers, Francfort-sur-le-Main 1857 (disponible sur Internet Archive).